# Vision (komiks)

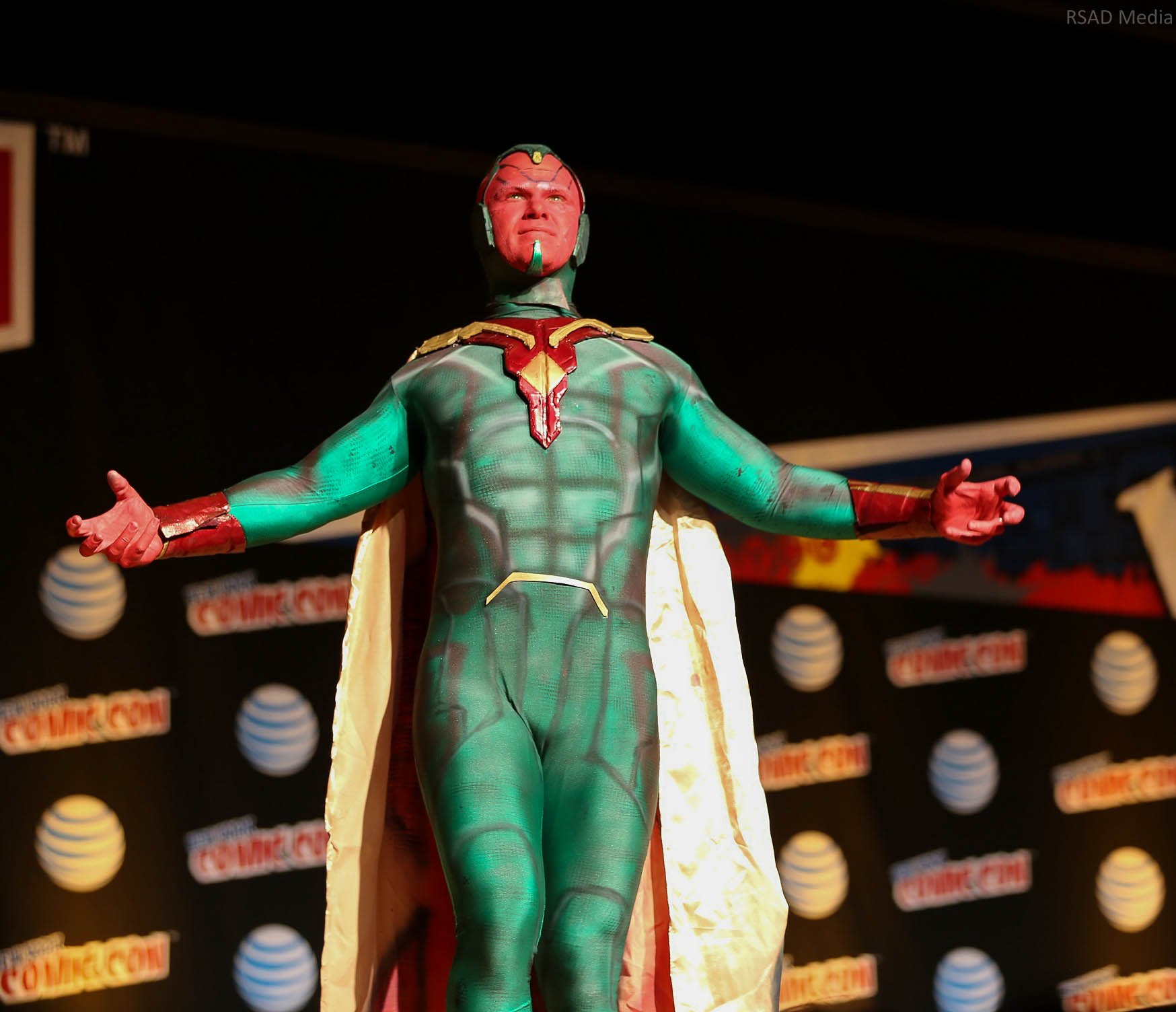
Cosplay Visiona na New Yorkském Comic Conu 2015

Vision je fiktivní superhrdina, který se objevuje v amerických komiksech vydavatelství Marvel Comics. Jedná se o androida, který je členem týmu Avengers. Poprvé se objevil v říjnu 1968 v komiksu The Avengers č. 57. Autory postavy jsou scenáristé Roy Thomas a Stan Lee a kreslíř John Buscema. Postava Visiona se objevuje také v celovečerních filmech série Marvel Cinematic Universe, ve kterých jej ztvárnil Paul Bettany. Jedná se o snímky Avengers: Age of Ultron (2015), Captain America: Občanská válka (2016) a Avengers: Infinity War (2018).